# Princípio do limite
O princípio do limite, também denominado de princípio do controle, é um princípio jurídico que rege o Direito Ambiental brasileiro.
Por este princípio, o Poder Público está obrigado a editar e efetivar normas que instituem padrões máximos de poluição. É previsto como instrumento para a execução da Política Nacional do Meio Ambiente.